# Pastrengói csata
A 1848. április 30-án lezajlott pastrengói csata az 1848–49-es észak-itáliai szárd-osztrák háború (olasz történészek szokásos szóhasználatában az „első olasz függetlenségi háború”) egyik legelső ütközete volt. Az összeütközésre akkor került sor, amikor a Lombardiában előrenyomuló Károly Albert király által vezetett szárd–piemionti királyi haderő II. hadteste támadást intézett a Radetzky császári tábornagy által irányított osztrák császári csapatok ellen, amelyek az Etsch (Adige) folyó jobb partján, Veronától északra foglaltak állást. Az ütközet során a szárd–piemontiak vereséget mértek az osztrák erőkre.

## Előzmények

### A háború kirobbanása
1848. március 15-én (a magyar forradalommal egyazon napon) Károly Albert szárd–piemonti király, aki saját koronája alatt kívánta egyesíteni egész Itáliát, hadat üzent a terveinek útjában álló Osztrák Császárságnak. Hadat indított az észak-itáliai osztrák csatlós fejedelemségek – elsősorban a Lombard–Velencei Királyság – meghódítására. Lombardia fővárosában, Milánóban kirobbant az „ötnapos felkelés” (1848. március 18–22.). Ötnapos utcai harcok után a lombard–velencei osztrák haderő parancsnoka, Radetzky tábornagy elrendelte Milánó kiürítését. Comóban is felkelés tört ki, az osztrák helyőrség megadta magát. Megkezdődött az „első itáliai függetlenségi háború”.
Március 21-én – fellázadt alattvalóinak követelésére – Toszkána nagyhercege, a Habsburg-házból való Lipót főherceg is belépett a Habsburg Birodalom elleni háborúba, és 6700 katonát küldött Károly Albert seregébe. A pápai állam és a Nápoly–Szicíliai Királyság is csapatkontingest küldött (nehogy a republikánus felkelők kezébe kerüljön a kezdeményezés). A szárd–piemonti II. hadtest előőrse március 25-én behatolt Milánóba, két napra rá a szárd–piemontiak bevették Páviát.

### A szárd–piemonti erők és parancsnokok
2 hadtestből és egy tartalék hadosztályból állt, összlétszáma 20 000 fő volt, jól kiképzett tüzérséggel és lovassággal. Az I. hadtestet Eusebio Bava tábornok vezette, hadosztályparancsnokai Broglia és Federici tábornokok voltak. A II. hadtest parancsnokai Hector Gerbaix de Sonnaz savoyai születésű tábornok vezette, a d’Arvillars és Ferrero hadosztályokkal. A tartalék hadosztályt Viktor Emánuel trónörökös, Savoya hercege, a jelentős erőt képviselő tüzérséget öccse, Ferdinánd, Genova hercege, az utász-műszakiakat Agostino Chiodo tábornok vezette. A vezérkar főnöke Salasco tábornok volt, de a döntéseket a király hozta meg.

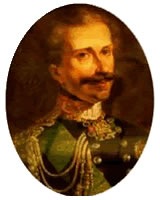
Károly Albert király
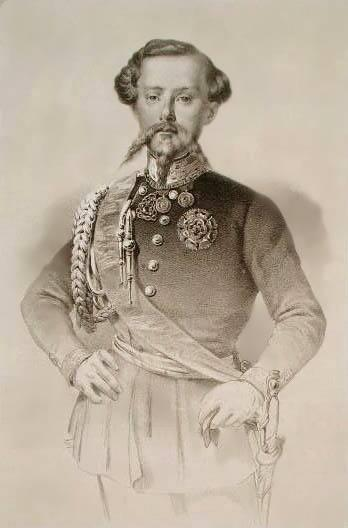
Viktor Emánuel herceg
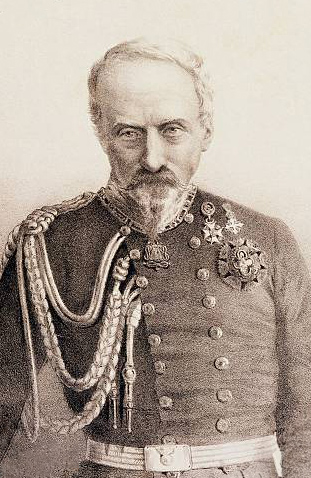
De Sonnaz tábornok
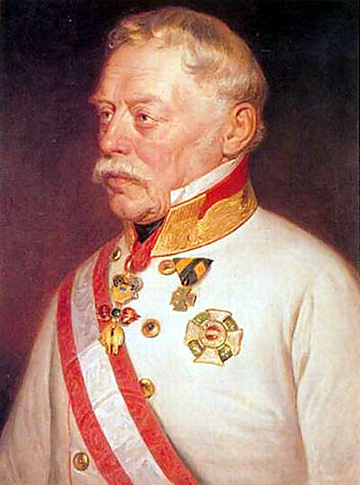
Radetzky tábornagy

### Lombardia meghódítása
Március 25-én a piemonti előőrs átkelt a Tessin (Ticino) határfolyón. Március 29-én Károly Albert megérkezett Páviába, március 31-én Lodiba helyezte át főhadiszállását. Április 4-én Cremonában haditanácsot tartott, és április 5-én már Bozzolóban volt (Mantova megyében). Az I. hadtest megközelítette az Oglio folyót. Mantovát a felderítők jelentései szerint az osztrákok jelentősen megerősítették, ezért Károly Albert lemondott a város ostromáról, és elrendelte az átkelést a Mincio folyón, Verona irányában.
Április 8-án Bava tábornok I. hadteste a goitói hídért folyó csatában kierőszakolta az átkelést a Minción. A Wohlgemuth vezérőrnagy parancsnoksága alatt álló védők Pozzolóba és Valeggióba vonultak vissza, ahol Radetzky a rendelkezésére álló erőket összpontosította. Másnap Broglia tábornok 3. hadosztálya és de Sonnaz tábornok II. hadteste Monzambanónál megtámadta az osztrákokat. 10-én elfoglalta a hidat, 11-én bevonult Borghetto-Valleggióba. Ekkor a Károly Albert csapatai megálltak, hogy bevárják a Tessin folyón átkelt ezredeket és a szövetséges Toszkánai Nagyhercegség, a pápai államból és a Nápoly–Szicíliai Királyság csapatait.
A hadműveletek révén a piemontiaknak sikerült benyomulniuk az osztrák Erődnégyszögbe. Április 13-án ostrom alá vették Peschiera del Garda erődjét. Április 26-ra a szárd hadsereg zöme már átkelt a Mincio határfolyón (az előző héten elfoglalt hidakon keresztül). Délebbre Bava tábornok I. hadteste Valeggión, Custozzán és Sommacampagnán keresztül vonulva Sonánál biztosította a hídfőt. Északabbra de Sonnaz tábornok II. hadteste Monzambanón keresztül egészen a Garda-tó nyugati partjáig vonult, harcban elfoglalva Castelnuovo del Garda, Lazise és Sandrà községeket (április 28–29-én).
A szárd–piemonti hadsereg ekkor Peschiera del Gardától a Pacengo – Lazise – Colà – Cavalcaselle – Sandrà – Palazzolo – Sona vonalon helyezkedett el. Károly Albert főhadiszállását Sommacampagna községben állította fel. Az utóvédet a tartalék hadosztály biztosította Oliosi (Castelnuovo del Garda) és Sommacampagna térségében. A hadművelet arra irányult, hogy az ostromlott Peschiera erődöt elvágják Veronától. Ehhez el kellett űzni a Bussolengo és Pastrengo magaslatain lévő osztrák állásokat. Ezek védték az Etsch folyó bal partján futó utat, amely Veronát Trentóval és Tirollal kötötte össze. Ez az összekötő útvonal (és vele a peschierai erőd) volt Verona – és végső fokon az egész Lombard–Velencei Királyság védelmének kulcsa. (A peschierai erődöt védő Rath tábornok katonái 6 héten át kitartottak, az erőd csak május 30-án esett el.)
Pastrengo stratégiai fontosságának Radetzky is tudatában volt. Amikor hírt kapott az újabb ellenséges erők átkeléséről a Minción, Wilhelm Karl von Thurn und Taxis vezérőrnagy (1801–1848) parancsnoksága alá rendelt 3 zászlóaljat, azzal az utasítással, hogy másnap, április 29-én ellentámadással foglalják vissza Colà, Sandrà és Santa Giustina falvakat. Ezt a kísérletet de Sonnaz tábornok II. hadteste visszaverte.

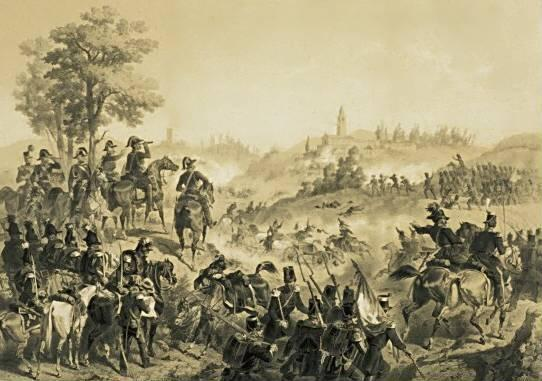
Károly Albert király, és lovas carabinieri kísérete.

## Az ütközet

### A piemontiak haditerve és a hadrendek
1848. április 29-én Károly Albert király parancsot adott de Sonnaz tábornoknak, hogy a II. hadtesttel foglalja el az osztrákok által védett két dombot. De Sonnaz 14 000 emberét és 36 ágyúját 3 oszlopba csoportosította.
- A balszárnyon állt a Piemont-dandár, a piacenzai önkéntes hadosztály, egy század gárdalövész (bersagleri), és (Federici parancsnoksága alatt) egy tábori tüzérüteg. Feladatuk az volt, hogy a Colombare magaslatokon álló osztrák jobbszárnyon áttörve érjék el Pastrengót, és Segánál vágják el az osztrákok visszavonulási útját az Etsch folyó hídja felé.
- Középen állt Viktor Emánuel trónörökös hadosztálya (a Cuneo-dandár, a 16. gyalogezred, egy tábori tüzérüteg, a kis Pármai Hercegség hadserege. Feladatuk a frontális támadás volt Castelnuovo del Gardán és a Tione-völgyön keresztül, hogy majd a dombvidéken át Federicihez csatlakozva Pastrengóban találkozzanak.
- A jobb szárnyon Broglia tábornok keze alatt állt a Savoya-dandár, 2 század bersaglieri (lövész), egy tábori tüzérüteg. Feladatuk az volt, hogy Sonán át érjék el a San Martino dombot, majd azon átkelve vonuljanak Bussolengóba. A tartalékot a Regina-dandár, a savoyai lovasság és a novarai lovasezred képezte.

A pastrengói dombokat Gustav von Wocher táborszernagy (1781–1858) hadosztálya védelmezte, 3 dandárnyi erővel, 7 000 emberrel.

### A piemontiak támadása
Federici előrenyomult Saline-ig, tűz alá vette az osztrákok jobbszárnyát, elűzte őket a Broche-hegyről, és előrenyomult La Costiere-ig. Viktor Emánuel átkelt a Tione mocsaras völgyén, itt az uralgó La Bionde magaslatról osztrák tüzet kapott. Elfoglalta a Bolega magaslatot, visszavonásra kényszerítve az osztrák tüzérséget, amely fedezetlenül hagyta a gyalogságot. Közben Broglia tábornok csapatai az osztrák tüzérségi tűznek kitéve vonultak a völgyben, megmászták a San Martino dombot, őket követte a novarai lovasság.

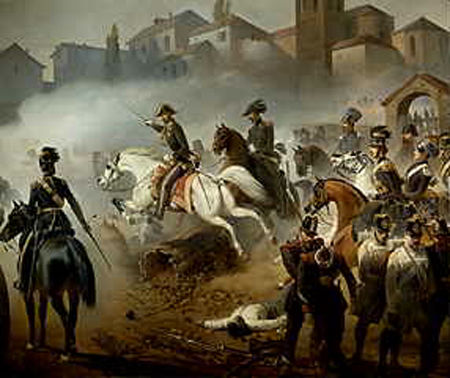
A királyi lovas csendőrök a „pastrengói lerohanásra” indulnak.

Károly Albert király szorosan csapatainak nyomában haladt, kíséretében Cesare Balbo miniszterelnökkel, Antonio Franzini hadügyminiszterrel, és a három svadron (280 fő) díszegyenruhás piemonti lovas csendőrből álló királyi testőrséggel, Alessandro Negri di San Front gróf, tábornok parancsnoksága alatt. A Monte Valena körzetében, a Le Bionde dombhoz közeledve váratlanul beleütköztek Wohlgemuth vezérőrnagy tiroli lövészeibe, akik nyomban össztüzet nyitottak a közeledő fényes lovascsapatra. San Front tábornok – királyát veszedelemben érezve – azonnal általános rohamot vezényelt, amelynek élére maga állt, kockáztatva, hogy fogságba esik. A csaknem 300 főnyi lovas rohama, amely később a „pastrengói lerohanás” néven vált híressé, átütő sikert hozott, szétszórta az osztrákokat, a király és vezérkara veszélytelenül elfoglalhatta figyelőállását a domb tetején.
A csatamező viszonylag kis kiterjedése és beláthatósága miatt a csendőrök lovasrohamának sikerét mindhárom hadoszlop katonái láthatták. A 13 000 fellelkesült olasz katonának erőt adott a további harchoz. Egyik dombot a másik után foglalták el, és osztrákok hátrálni kényszerültek. Közben Broglia tábornok erősítésül harcba vetette az Osteria Nuova dombról leereszkedő gárdalövészeit (a bersagileri-ket). Az 1. gyalogezred támadást intézett a San Martino domb ellen, bevonult Pastrengóba, és ott egyesült a Bolega dombról jövő Viktor Emánuel gyalogságával. A balszárnyon Federici tábornok a Piemont-dandárt harcba küldte piovezzanói osztrák állások ellen.

### Osztrák visszavonulás
Délelőtt, a Pastrengo és Bussolengo elleni támadással egyidejűleg Radetzky tábornagy egy déli irányú hadmozdulatot rendelt el, a piemontiak jobbszárnya ellen. A 3 000 horvát harcosból álló hadoszlop Sonáig és Sommacampagnáig nyomult, de Sommariva tábornok Aosta-dandára visszavetette őket. Ugyanez történt Peschiera helyőrségével is, akik kirohanással próbálkoztak.
Wocher tábornok ellentámadásba küldte lovasságát, és szilárdan tartotta állásait. Közben azonban az általános hadi helyzet annyira leromlott, hogy az osztrákokat bekerítés fenyegette. Visszavonulási utat kellett vágniuk Verona felé. Ezt este 18:30 körül sikerült kivívni, és Wocher hadosztálya nagy veszteségek árán visszavonult az Etsch folyón (Pastrengótól és Piovezzánótól északra) vert hajóhidakon keresztül. Egyetlen osztrák zászlóalj maradt Bussolengóban, akik másnap, május 1-jén, az erős piemonti lovasegységek megjelenésekor szintén visszavonultak a Pescantinánál vert hajóhídon át.
Az alig 5 órán át tartó ütközetben a szárd-piemontiak kisebb veszteségeket szenvedtek, ugyanakkor Wocher hadosztálya a visszavonulás során 1 200 embert veszített halottakban és sebesültekben, emellett 500-an estek fogságba.
Károly Albert elkövette azt a hibát, hogy nem aknázta ki a győzelem adta kedvező helyzetét, és nem kelt át azonnal a védtelenül maradt Etsch folyón, amellyel válságos helyzetbe hozhatta volna Radetzkyt. Ehelyett Verona irányába küldött felderítőket, hogy felkelésre bírja a város lakosságát. A nagy létszámú fürkésző csapatok mozgása feltűnt az osztrák védőknek, a felderítés komolyabb ütközetbe fordult. A sokszoros túlerőben lévő piemontiakat Radetzky jól beásott csapatai sikeresen elverték Verona falai alól (Santa Lucia-i csata), de a győzelmet ők sem tudták ellentámadásra kihasználni.